# ليه هارت (سياسي)
ليه هارت (بالإنجليزية: Leslie Rupert Hart)‏ هو فلاح وسياسي أسترالي، ولد في 28 ديسمبر 1909، وتوفي في 7 يناير 2002. حزبياً، نشط في تحالف الليبرالية والريفي. وقد انتخب عضو مجلس جنوب أستراليا التشريعي عن دائرة Midland ‏ وقد انضم خلال فترته النيابية (20 أكتوبر 1962 – 9 مارس 1973)  للكتلة البرلمانية تحالف الليبرالية والريفي.